# Manuel Rafael Mora Martínez
Manuel Rafael Mora Martínez fue Gobernador de Tabasco en la presidencia de Gustavo Díaz Ordaz, entre 1965 y 1970.

## Biografía
Se propuso consolidar y mantener las obras realizadas. Durante su sexenio se impulsó la cultura y la educación. Se construyeron las escuelas de medicina y enfermería de la UJAT, la Biblioteca del Estado, el Coliseo del parque, la Casa del Obrero y la carretera Villahermosa – Comalcalco. De 1967 a 1969 surgieron movilizaciones juveniles y de la clase media y cuando en 1968 se decretó la autonomía universitaria hubo enfrentamientos entre alumnos y grupos campesinos.
Mora Martínez puso en marcha en plan agrario en Tabasco y el Plan Limón, que en 1965 fue nombrado "Plan Chontalpa" y se amplió a 82 mil hectáreas, que favorecieron la actividad ganadera. Niveló el sueldo de los maestros al servicio del estado con el de los maestros federales.